# 린 가라폴라
린 테레사 가라폴라(1946년 12월 12일 ~ )는 미국의 무용사학자, 언어학자, 평론가, 큐레이터, 강사, 교육자이다. 무용사 분야에서 폭넓은 관심을 가진 저명한 연구자이자 작가인 그녀는 20세기 연극 무용계에서 가장 영향력 있는 발레 루스 드 세르게 댜길레프 (1909-1929)의 선도적인 전문가로 인정받고 있다. 보관됨 2018-08-27 - 웨이백 머신

## 생애
뉴욕 시에서 태어난 린은 맨해튼 어퍼 맨해튼에서 어린 시절을 보냈다.워싱턴 하이츠 그녀의 부모는 인쇄업자 루이 살바토레 가라폴라와 로즈 장 가라폴라였다.《패트릭 행크스와 플라비아 호지스》, 《가라팔로》, 《성 사전》, 옥스퍼드 대학교 출판부, 1989.어린 시절 린은 아르메니아 디아스포라에서 온 선생님들과 함께 발레와 바이올린을 배웠고, 독서, 뜨개질, 스티치, 연기, 수영으로 여가를 보냈다. 학생들에 의해 항상 "러시아인"으로 여겨졌던 마담 세다는 그 어린 소녀에게 그녀의 삶의 지도적인 열정 중 하나가 될 예술 형태를 소개했다. 초등학교 6년 후, 그녀는 높은 학업 수준과 강력한 예술 프로그램을 가진 엘리트 여자 학교인 헌터 칼리지 고등학교의 7학년에 입학했다. 그곳에서 그녀의 라틴어 선생님인 어빙 키즈너는 그녀의 언어 능력을 촉발시켰고, 이것은 또 다른 평생의 관심사가 되었다. 고등학교 시절에는 앨리스 핼퍼른과 함께 현대무용을 공부하기도 했으며, 4학년 때 앨빈 에일리와 함께 재즈댄스 수업을 받기도 했다.1964년 고등학교를 졸업한 후, 가라폴라는 뉴욕에서 아놀드 콘스터블의 대표 가게인 웨스트 19번가에 있는 브로드웨이 "무역의 궁전"에서 판매원으로 첫 여름 직업을 찾았다. 그해 가을, 그녀는 맨해튼의 모닝사이드 하이츠에 있는 컬럼비아 대학교와 연계된 명문 여자 대학인 바너드 칼리지의 신입생 반에 입학했다. 초기 언어학자이자 아마추어 배우로서, 그녀는 스페인 내전 당시 이민자였던 교수진들과 애착을 갖게 되었고, 가라폴라는 기쁘게도, 그녀가 자주 출연했던 스페인어로 된 연극을 공연했다. 그녀의 전공 분야인 스페인어 외에도, 그녀의 공부 과정에는 일반 학문뿐만 아니라 프랑스어와 이탈리아어로 된 수업도 포함되어 있다. 대학 시절 내내 그녀는 무용을 공부하고 연극 제작에 참여하였다. 1968년 바너드 대학교를 졸업했다.2015년 7월 1일 바너드 칼리지와 컬럼비아 대학교의 교수 파일에 린 가라폴라 무용과 교수가 실렸다. 이 광범위하고 매우 상세한 문서는 여기에 제시된 학술 정보의 주요 출처이다.
풀브라이트 장학금을 받은 린은 이듬해 에콰도르 키토에서 라틴아메리카 문학을 공부하고 영어를 가르쳤다. 미국 중서부에서 1년을 보낸 후, 멕시코에서 얼마간 지낸 후, 그녀는 뉴욕으로 돌아와 1970년에 맨해튼의 중심가에 있는 베를리츠 번역 서비스에서 직원 번역가로 일자리를 찾았다. 대학원 과정을 밟기로 결심한 그녀는 뉴욕 시립 대학 대학원 센터에서 스페인어로 박사 과정에 입학했다. 그녀는 곧 자신의 분야를 스페인어에서 더 지적으로 자극적인 비교 문학으로 바꾸었고, 도시의 댄스 공연에 정기적으로 참석하기 시작했다. 그녀는 결국 석사학위를 받았다.1979년 필). 그녀의 무용 역사에 대한 관심이 그녀의 주된 관심사가 되면서, 더 많은 연구가 뒤따랐다. 1985년 "디아길레프의 발레 러시아에서의 예술과 기업"이라는 제목의 논문으로 그녀는 박사학위를 받았다.'국제 작가와 작가 중 누구인가'의 '가라폴라, 린'은 30위에올랐다